# Pont du détroit de Tacoma (1940)
Pour les articles homonymes, voir Pont du détroit de Tacoma.
Le pont du détroit de Tacoma ou pont de Tacoma, en anglais Tacoma Narrows Bridge, est un pont suspendu qui franchissait le détroit de Tacoma, un rétrécissement du Puget Sound, aux États-Unis. Il reliait les villes de Tacoma et de Gig Harbor dans l'État de Washington. Inauguré le 1er juillet 1940, il s'effondre le 7 novembre 1940 lors d'un des plus célèbres accidents de génie civil, sans avoir fait toutefois de victimes humaines. En revanche, un chien est mort, trop effrayé pour sortir de la voiture dans laquelle il était. Le pont de substitution, ouvert en 1950, est toujours en service ; il a été doublé en 2007.
Le pont, conjointement avec celui construit en 1950, a été désigné en 2012 comme faisant partie de la liste des Historic Civil Engineering Landmarks par l'American Society of Civil Engineers.

## Histoire

### Construction
Le chantier a commencé en septembre 1938. Sitôt le tablier assemblé, on a constaté des mouvements verticaux sous l'effet du vent, qui ont valu au pont le surnom de Galloping Gertie. Les oscillations ont continué après l'ouverture au public, malgré plusieurs dispositifs destinés à amortir le phénomène. La travée principale du pont s'est finalement effondrée sous l'effet de vents de 64 km/h le matin du 7 novembre 1940, alors que le tablier oscillait dans un mouvement de torsion alterné qui augmentait en amplitude jusqu'à la rupture du tablier.
Les efforts pour remplacer le pont furent retardés par la Seconde Guerre mondiale, mais en 1950, un nouveau pont de Tacoma Narrows fut ouvert au même endroit, utilisant les socles des tours et les ancrages de câbles du pont d'origine.
L'effondrement du pont a eu un impact durable sur la science et l'ingénierie. Dans de nombreux manuels de physique, l'événement est présenté comme un exemple de résonance mécanique forcée élémentaire , mais le mécanisme est en réalité plus compliqué. Le pont s'est effondré parce que les vents modérés produisaient un flottement aéroélastique auto-excitant et illimité : pour toute vitesse de vent constante et soutenue supérieure à environ 56 km/h, l'amplitude de l'oscillation de flottement (de torsion) augmentait continuellement, avec un facteur d'amortissement négatif, c'est-à-dire un effet de renforcement, opposé à l'amortissement. L'effondrement a stimulé la recherche sur l'aérodynamique des ponts, qu'on appelle aussi aéroélasticité, qui a influencé la conception de tous les ponts à longue portée ultérieurs.

### Effondrement

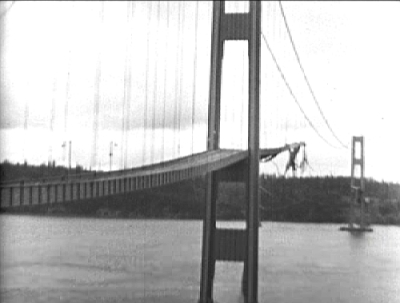
Le pont de 1940 après l'effondrement.

Lors de la rupture de l'ouvrage, la vitesse du vent était d'environ 65 km/h. Des oscillations de grande amplitude en torsion sont apparues à 10 h, menant à l'effondrement du pont à 11 h 10. Le pont avait été dimensionné pour résister au vent, mais en ne tenant compte que des effets statiques.
Une explication erronée de l’accident, néanmoins très répandue, consiste à incriminer un phénomène de résonance entre le pont et les effets des tourbillons alternés se formant naturellement dans le sillage aérodynamique du tablier (voir à ce sujet l'article Allée de tourbillons de Karman). Ce type de tourbillons se forme à la surface des obstacles, puis s'en détache à l’arrière, alternativement d'un côté et de l'autre, à une fréquence déterminée qui dépend de la vitesse moyenne du vent et de la forme de l’obstacle. Ils produisent à l'aval de l'obstacle des variations alternatives locales de la pression de l’air, ce qui se traduit par des forces aérodynamiques de nature périodiques. Si la fréquence de ces forces correspond à l’une des fréquences de vibration naturelles du pont, un phénomène de résonance peut se déclencher au cours duquel les mouvements de la structure peuvent s'amplifier progressivement jusqu'à la destruction.
Ceci étant, dans le cas du pont de Tacoma, cette explication n'est pas valable : la fréquence de torsion du pont était de 0,2 Hz, tandis que celle des tourbillons (en aval de l'écoulement) était d’environ 1 Hz
En raison du couplage aéroélastique, un échange d’énergie mécanique se produit entre le vent et le pont qui oscille. On dit que le pont est stable lorsque l’énergie mécanique est transférée du pont vers le vent qui la dissipe. Lorsqu’un événement extérieur engendre une petite oscillation initiale, par exemple le passage d’un camion ou une rafale de vent, alors cette oscillation va s’amortir. De plus, le vent n’est jamais parfaitement constant : les petites variations de vitesse autour de la vitesse moyenne suffisent à produire de petites oscillations. Mais si la vitesse moyenne du vent est suffisamment élevée, au-dessus de ce que l’on appelle la « vitesse critique », le pont est instable, et l’oscillation initiale s’amplifie. L'énergie se transfère alors du vent vers le pont, et les oscillations s’amplifient en raison du couplage aéroélastique, jusqu'à la ruine. Ce mécanisme n'était connu en 1940 que pour les structures d'avions (ailes, fuselage, empennage…), personne n'avait alors envisagé ce scénario pour des ponts suspendus.[style à revoir]

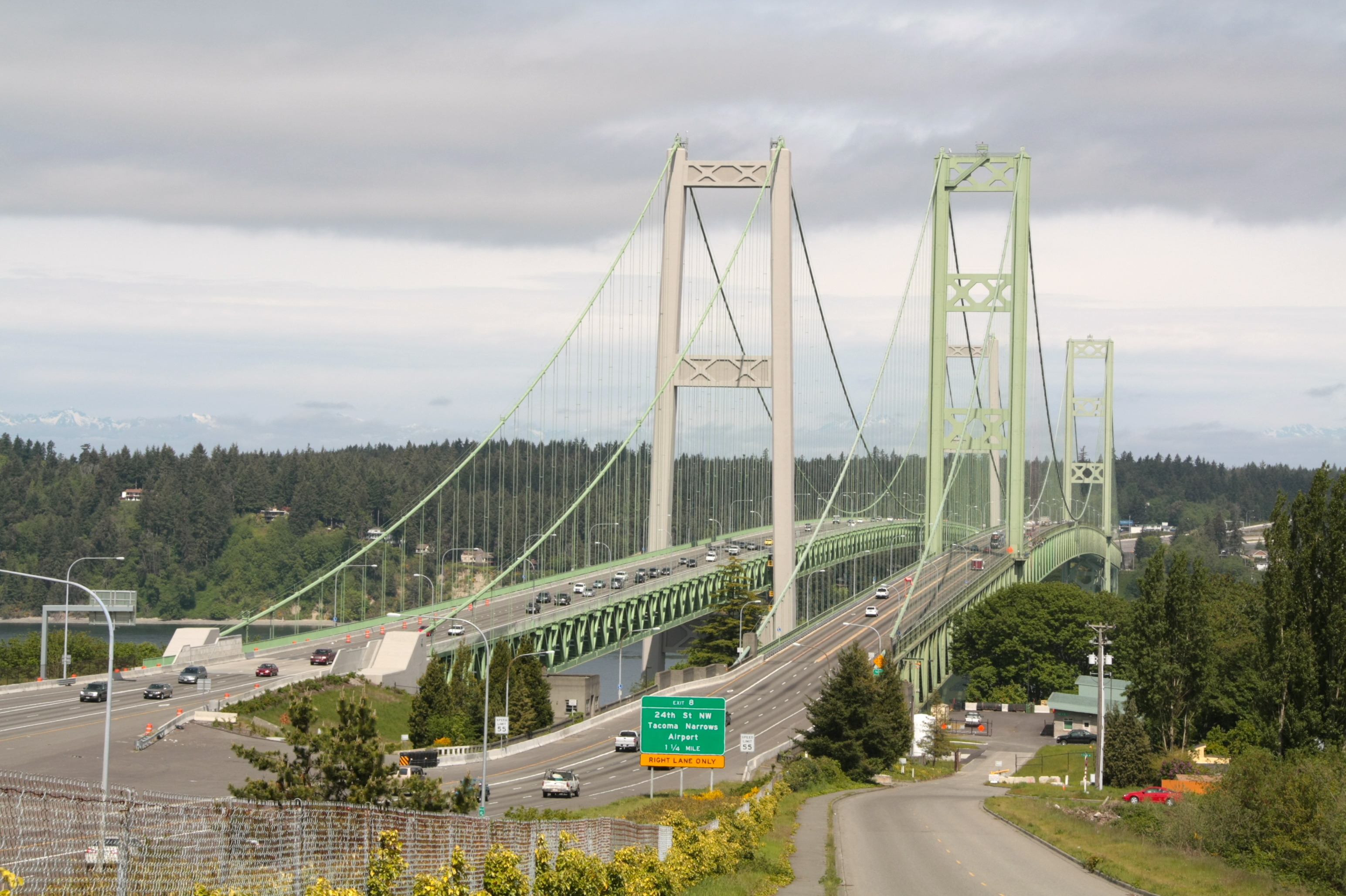
Les ponts de 2007 (à gauche) et de 1950 (à droite).

Dans le cas du pont de Tacoma, la déformation en torsion du tablier s’observe facilement sur les extraits du film et engendre une variation de l’angle d’incidence du vent. Ce changement d’incidence modifie l’écoulement du vent autour du tablier, lequel, en retour, modifie le couple de torsion, et ainsi de suite, de sorte que le pont capte de l’énergie au vent à chaque oscillation. Ce mécanisme s'appelle « flottement ». De façon plus générale, il s'agit d'une instabilité aéroélastique, en torsion dans le cas de ce pont, dans laquelle apparait un effet d'amplification plutôt qu'un simple amortissement : l’amplitude des vibrations risque alors d'augmenter progressivement, jusqu’à ce que les grandes déformations conduisent à des ruptures mécaniques, et d'autres effets sur les câbles et certains composants du pont, ce qui conduit finalement à sa ruine. Cette explication a été confirmée par plusieurs études réalisées en soufflerie depuis les années 1940. Ce phénomène étant aujourd’hui bien compris, et connu des concepteurs, il est systématiquement étudié.
Les forces de couplage aérodynamique avec l'air ou un fluide léger sont en général négligeables devant les forces d'inertie et les efforts élastiques, sauf que ces forces augmentent comme le carré de la vitesse d'écoulement du fluide sur la structure. Si des fréquences apparaissent dans l'écoulement fluide au voisinage de celles de résonances de la structure, des instabilités aéroélastiques se produisent typiquement sur les premiers modes de résonance (les plus basses fréquences), au voisinage de leurs fréquences propres, ce qui a pu induire l'explication erronée d'une excitation forcée.